# Lucius J. Barker
Lucius Jefferson Barker (*  11. Juni 1928 in Franklinton, Louisiana; † 21. Juni 2020) war ein US-amerikanischer Politikwissenschaftler und Professor an der Stanford University. Er amtierte 1992/93 als Präsident der American Political Science Association (APSA) und war der zweite Afroamerikaner in dieser Position.
Barker machte sein Bachelor-Examen in Politikwissenschaft 1949 an der afroamerikanischen Southern University in Baton Rouge und wurde 1954 an der University of Illinois promoviert. Danach kehrte er an die Southern University zurück und lehrte dort mehrere Jahre. 1969 ging er an die Washington University in St. Louis, wo er als Edna Fischel Gellhorn Professor Politikwissenschaft lehrte. Er blieb dort bis 1990 und wechselte dann an die Stanford University.
Barker war auch Präsident der Midwest Political Science Association und begründete als Mitherausgeber die National Political Science Review.
1994 wurde Barker zum Mitglied der American Academy of Arts and Sciences gewählt.
Barker war 55 Jahre verheiratet. Seine Frau starb 33 Tage vor ihm. Sie hinterließen zwei Töchter.

## Schriften (Auswahl)
- Mit Twiley W. Barker, Jr.: Civil liberties and the Constitution. Cases and commentaries. 9. Auflage, Longman, Boston 2011; ISBN 9780130922687.
- Mit Mack H. Jones, Katherine Tate: African Americans and the American political system. 4. Auflage, Prentice Hall, Upper Saddle River 1999, ISBN 0137795629.
- Our time has come. A delegate's diary of Jesse Jackson's 1984 presidential campaign. University of Illinois Press, Urbana 1988, ISBN 025201426X.
- Mit Twiley W. Barker, Jr.: Freedoms, courts, politics. Studies in civil liberties. Prentice-Hall, Englewood Cliffs 1972, ISBN 0133308782.